# Hapatesus
Hapatesus là một chi bọ cánh cứng trong họ 
Elateridae.
Chi này được miêu tả khoa học năm 1863 bởi Candèze.

## Các loài
Các loài trong chi này gồm:
- Hapatesus argentatus Neboiss, 1957
- Hapatesus bubanus Neboiss, 1957
- Hapatesus depressus Neboiss, 1958
- Hapatesus electus Neboiss, 1957
- Hapatesus globosus Neboiss, 1957
- Hapatesus gundus Neboiss, 1957
- Hapatesus hirtellus Candèze, 1882
- Hapatesus hirtus Candèze, 1863
- Hapatesus junctus Neboiss, 1957
- Hapatesus kershawi Neboiss, 1957
- Hapatesus linus Neboiss, 1958
- Hapatesus minor Lea, 1908
- Hapatesus obscurus Neboiss, 1958
- Hapatesus opulentus Neboiss, 1957
- Hapatesus pallidus Neboiss, 1957
- Hapatesus pervulgatus Neboiss, 1957
- Hapatesus pretiosus Candèze, 1887
- Hapatesus sagittarius Neboiss, 1957
- Hapatesus tepidus Neboiss, 1957
- Hapatesus tropicus Neboiss, 1958
- Hapatesus zonatus Neboiss, 1957